# Камп-Ноу
«Камп Но́у» (кат. Camp Nou — укр. Нове поле), може також вимовлятися «Кам Но́у», через спонсорські причини відомий як «Spotify Камп Но́у» (кат. Spotify Camp Nou) — домашній стадіон іспанського футбольного клубу «Барселона» починаючи від моменту його відкриття 1957 року. Вміщає 99 354 глядачів, отже, є найбільшим стадіоном в Іспанії та Європі і третім за місткістю у світі.
«Камп Ноу» приймав 2 фінали Кубка європейських чемпіонів/Ліги чемпіонів УЄФА у 1989 та 1999 роках, 2 фінали Кубка володарів кубків УЄФА, 4 фінали Кубка ярмарків, 5 ігор Суперкубка УЄФА, 4 фінали Кубка Іспанії, 2 фінали Кубка іспанської ліги і 21 фінал Суперкубка Іспанії. Тут також відбулися 5 матчів чемпіонату світу з футболу 1982 року (включно з першою грою), два з чотирьох матчів чемпіонату Європи з футболу 1964 року та фінал футбольного турніру Літніх Олімпійських ігор 1992 року.
15 березня 2022 року було оголошено, що стримінговий сервіс потокового аудіо Spotify уклав угоду з «Барселоною» про придбання прав на назву стадіону вартістю 310 000 000 $. 3 квітня 2022 року, після схвалення спонсорської угоди зі Spotify Надзвичайною асамблеєю делегатів «Барселони», стадіон було офіційно перейменовано на «Spotify Камп Ноу» починаючи від 1 липня 2022 року.
У квітні 2022 року було оголошено, що реконструкція стадіону розпочнеться у червні 2023 року після завершення футбольного сезону. Очікується, що реконструкція завершиться протягом сезону 2025–26.